# Åke Stenqvist
Åke Stenqvist   (Estocolm, 31 de gener de 1914 - Estocolm, 12 d'agost de 2006) fou un atleta suec, especialista en curses de velocitat i salt de llargada, que va competir durant les dècades de 1930 i 1940.
A nivell internacional el 1936 va prendre part en els Jocs Olímpics d'Estiu de Berlín, on disputà dues proves del programa d'atletisme. Fou desè en la prova del salt de llargada, mentre en els 4x100 metres relleus quedà eliminat en sèries. El 1938, al Campionat d'Europa d'atletisme, va guanyar una medalla de plata en els 4x100 metres relleus, formant equip amb Gösta Klemming, Lennart Strandberg i Lennart Lindgren.
A nivell nacional guanyà el campionat suec del salt de llargada entre 1935 i 1942, el de pentatló de 1940 a 1942 i el dels 4x100 metres de 1940. També fou jugador d'handbol a l'IF Sleipner i jugà alguns partits internacionals.

## Millors marques
- 100 metres. 10.7" (1938)
- 200 metres. 21.8" (1938)
- salt de llargada. 7.47 m. (1937)[6][7]